# Tranosema intermedium
Tranosema intermedium är en stekelart som först beskrevs av Szepligeti 1916.  Tranosema intermedium ingår i släktet Tranosema och familjen brokparasitsteklar. Inga underarter finns listade i Catalogue of Life.